# Градище (град Пирот)
Вижте пояснителната страница за други значения на Градище.
Градище (на сръбски: Градиште) е село в община Пирот, Пиротски окръг, Сърбия. През 2011 г. населението му е 86 души.

## История
Местни предания свързват създаването на селото със спахията Заган, който заселил хрстиянски семейства на това място. Според легендите селото първоначално се е наричало Заганица.
В регистър на джелепкешани от 1576 г. селото е отбелязано като част от каза Шехиркьой. Посочени са Петко Радивой и Пею Райко, натоварени да доставят общо 55 овце.
По Берлинския договор от 1878 година селото е включено в пределите на Сърбия. През 1915 – 1918 и 1941 – 1944 година е в границите на военновременна България. През 1916 година, по време на българското управление на Моравско, Градище е част от Чиниглавска община на Пиротска селска околия и има 217 жители. Към 1941 – 1942 година Градище има 58 къщи и 87 венчила.

## Население
- 1948 – 352 жители.
- 1953 – 319 жители.
- 1961 – 240 жители.
- 1971 – 188 жители.
- 1981 – 153 жители.
- 1991 – 114 жители.
- 2002 – 86 жители.

Според преброяването от 2002 година жителите на селото са сърби.